# Christus in der Rast
Christus in der Rast (auch: Christus auf der Rast oder Christus im Elend) ist in der christlichen Kunst ein Andachtsbild, das Christus sitzend (oft als Klagegeste einen Arm auf dem Oberschenkel aufstützend oder die Hände wie gefesselt kreuzend) zeigt. 

## Allgemeines
Eingefangen ist hier ein letzter Moment der Kontemplation direkt vor der Kreuzigung, weswegen Christus gänzlich entkleidet oder lediglich mit einem Lendenschurz umhüllt hockt oder auf einem Stein sitzt. Davon abzugrenzen ist die spezifische Ikonographie der Herrgottsruhe, die den gegeißelten und verspotteten Christus nach der Dornenkrönung und noch vor der Kreuztragung zeigt. Dementsprechend sitzt Christus hier im Spottmantel und trägt häufig auch die Geißelwerkzeuge als Zeichen des Erlittenen. Eine bildliche Differenzierung in die zwei unterschiedlichen Stationen der Passion setzt sich dann in der Zeit der größten Beliebtheit, am Ende des 15. und zu Beginn des 16. Jahrhunderts, durch.
Entstanden ist der Bildtyp des Christus in der Rast bereits gegen Ende des 14. Jahrhunderts, wie die nachfolgenden Beispiele zeigen. Als früheste bekannte Darstellung wird eine entsprechende Holzfigur im Braunschweiger Dom aus dieser Zeit genannt. Auffällig ist hier, dass die klare Typentrennung noch nicht vorzuliegen scheint, da der Braunschweiger Christus das Geißelwerkzeug trägt. Weitere frühe Beispiele sind ebenso ein Mischtyp in der Klosterkirche Kemnade (1. Hälfte des 15. Jahrhunderts) oder eine Eichenholzfigur aus dem Heiligen-Geist-Hospital in Lübeck aus dem 1. Viertel des 15. Jahrhunderts (148 × 63 × 58 cm, heute im St. Annen-Museum, Inv. Nr. 62).
Auch in Flandern und in den nördlichen Niederlanden war der sogenannte „Christus op den kouden steen“ weit verbreitet. Als frühes Beispiel wird dafür auf die in Flandern bestellte Skulptur im Hôtel-Dieu von Beaune, um 1500, verwiesen.
Das typologische Vorbild ist die Darstellung des trauernden Ijob, der sein Schicksal beklagt. Die in der Bibel so nicht beschriebene Szene dürfte auch von der Traktatliteratur jener Zeit angeregt sein.

## Rezeption
Das Motiv des Christus in der Rast findet überwiegend in der Skulptur und Plastik Ausdruck. Gemalte Darstellungen sind vergleichsweise selten, z. B. die Tafel Christus in der Rast der sog. Grauen Passion (zwischen 1494 und 1500; 89,2 × 87,7 cm, ölhaltige Mischtechnik auf Fichtenholz; Staatsgalerie Stuttgart, Inv. Nr. 3759) oder Christus und Maria auf Golgatha (um 1502, Landesmuseum Hannover) von Hans Holbein d. Ä.
Die Rastkapelle in Hohenaschau im Chiemgau ist dem Motiv gewidmet.

## Galerie

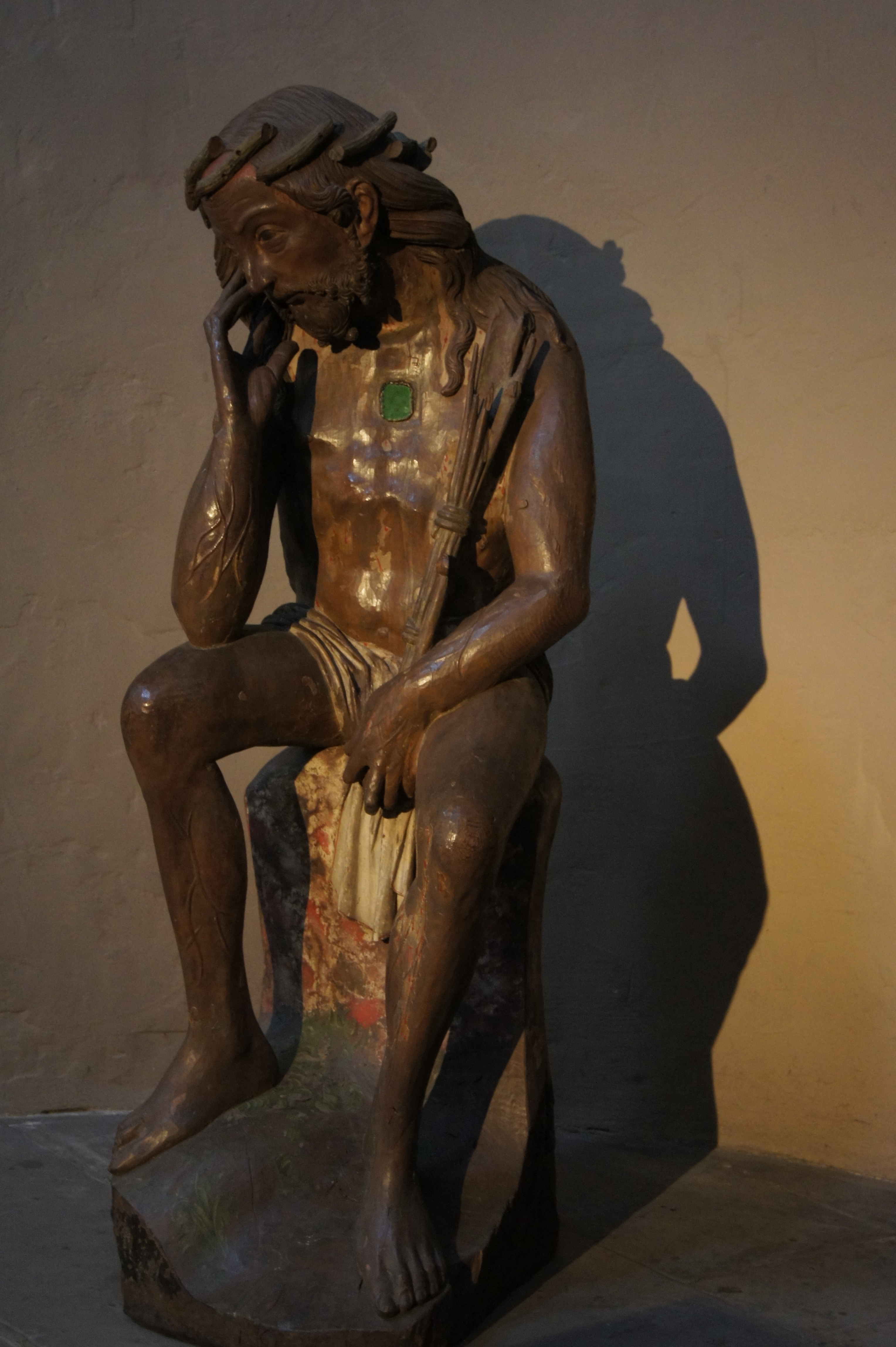
Christus in der Rast, Ende des 14. Jahrhunderts, Domkirche St. Blasii in Braunschweig
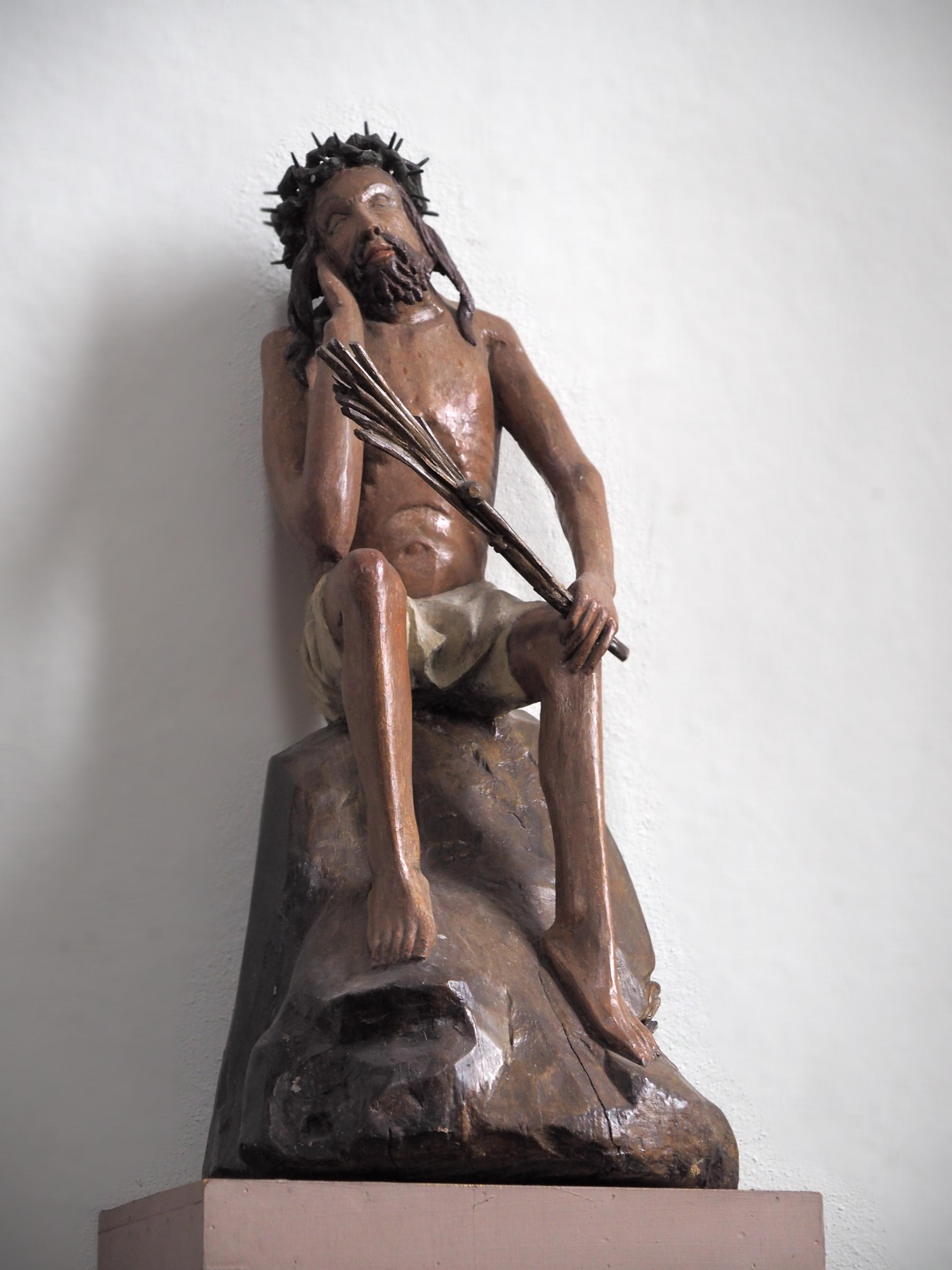
Christus in der Rast, 1. Hälfte des 15. Jahrhunderts, Klosterkirche Kemnade
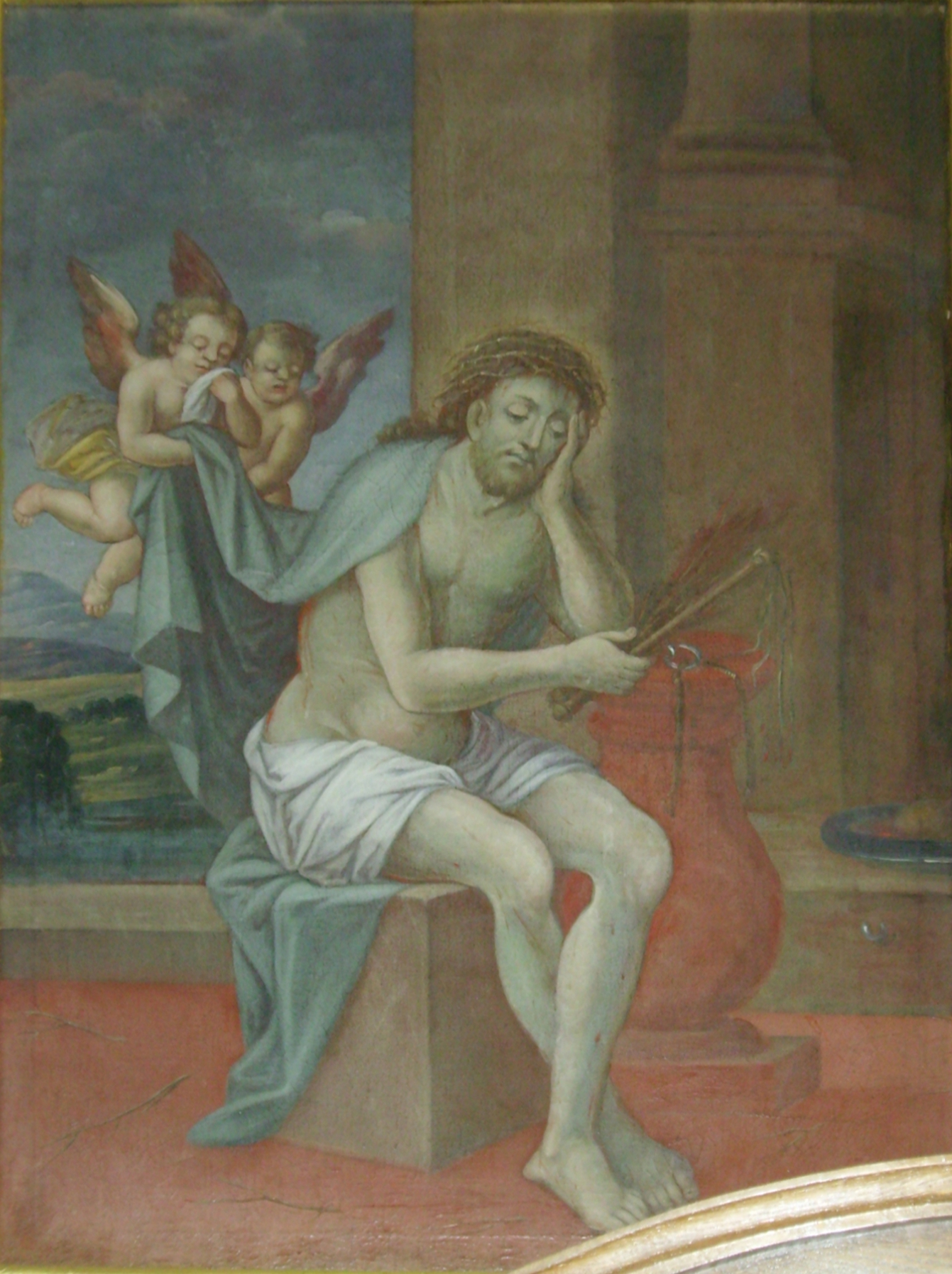
Christus in der Rast, Gemälde eines unbekannten Künstlers in der Wallfahrtskirche Heilig Kreuz Mindelaltheim
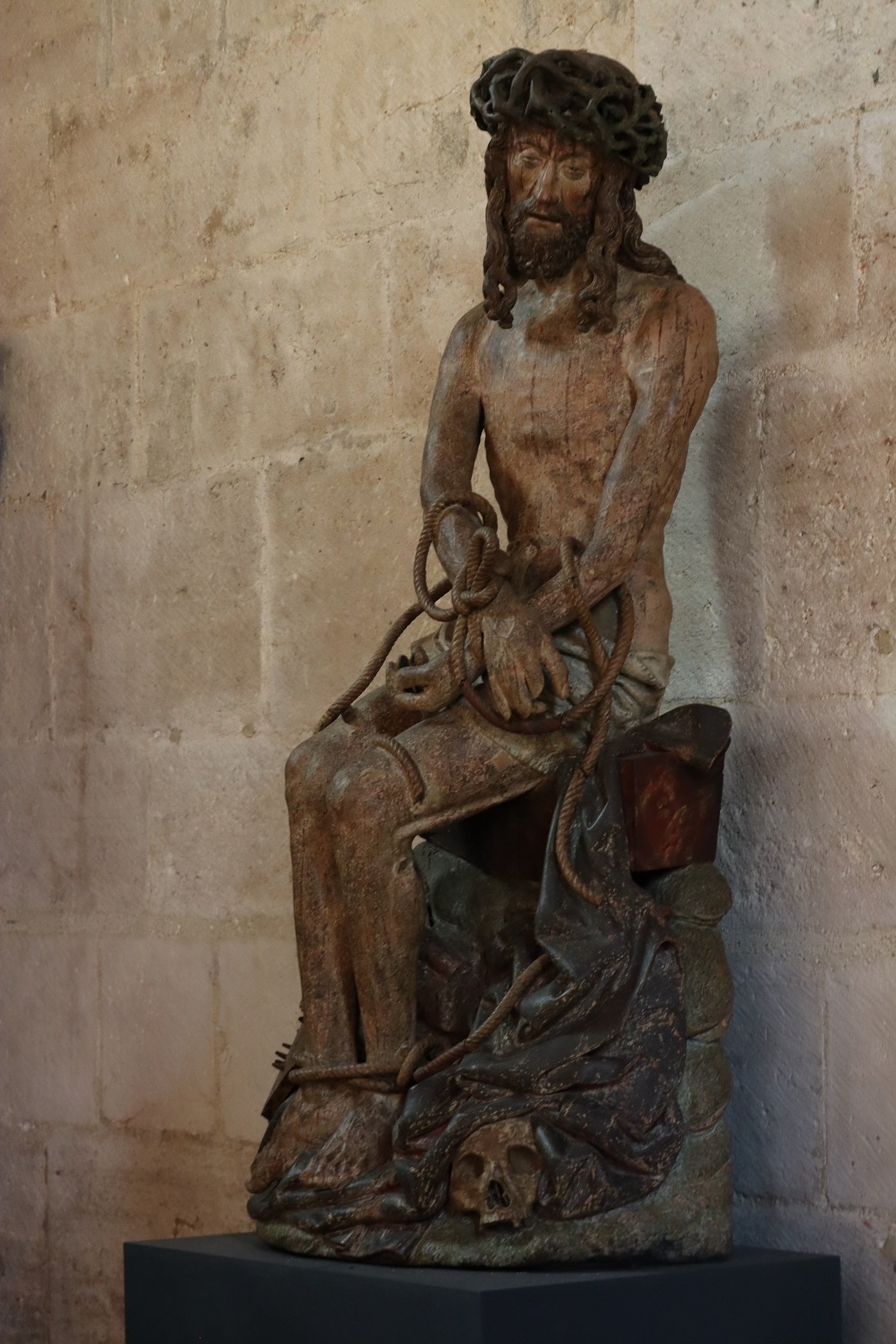
Christus in der Rast, flämisch, um 1500. Beaune, Hôtel-Dieu
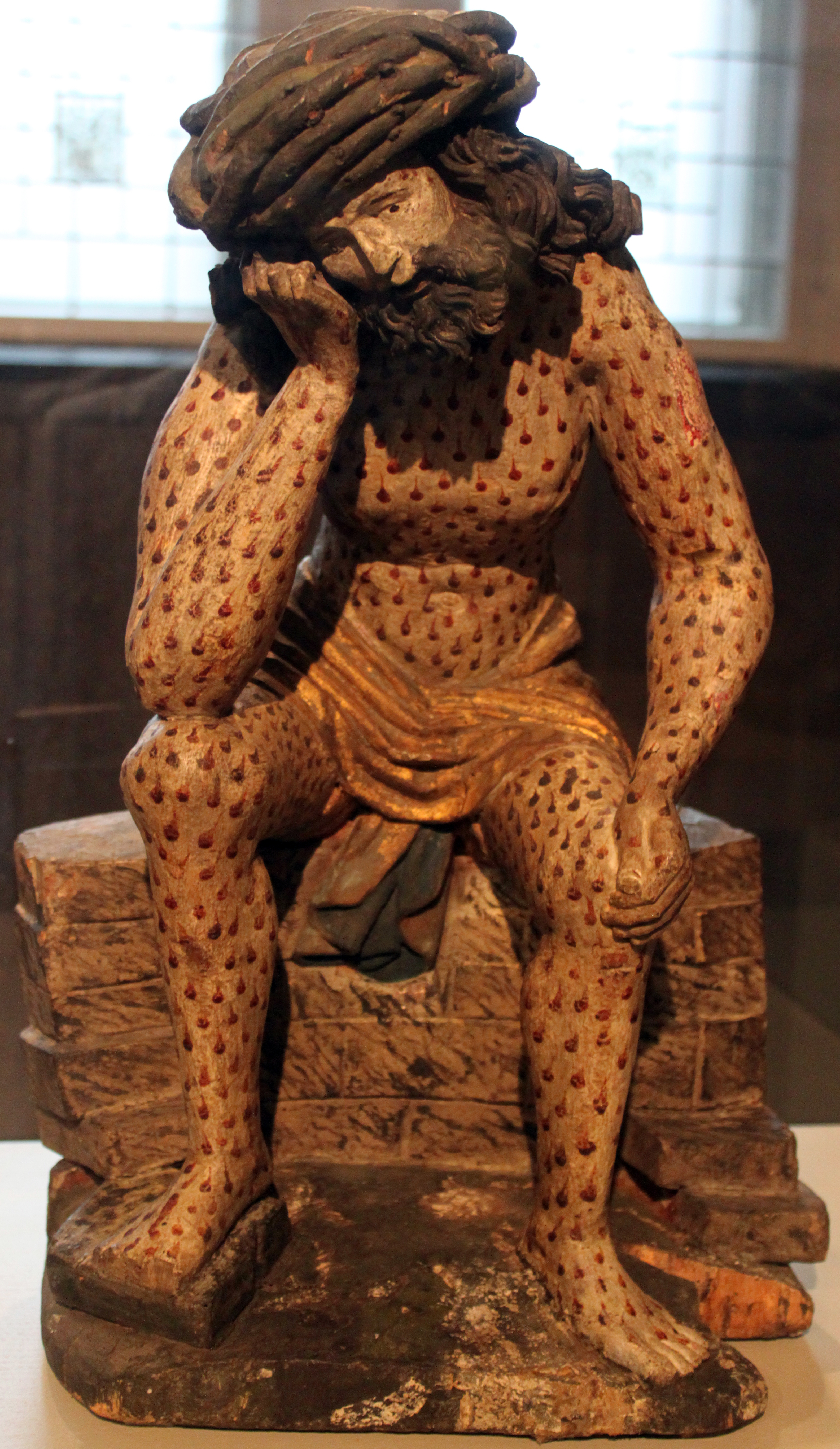
Christus in der Rast, frühes 16. Jahrhundert, Marienkirchlein Strausberg, Landkreis Märkisch-Oderland; heute ausgestellt im Märkischen Museum Berlin
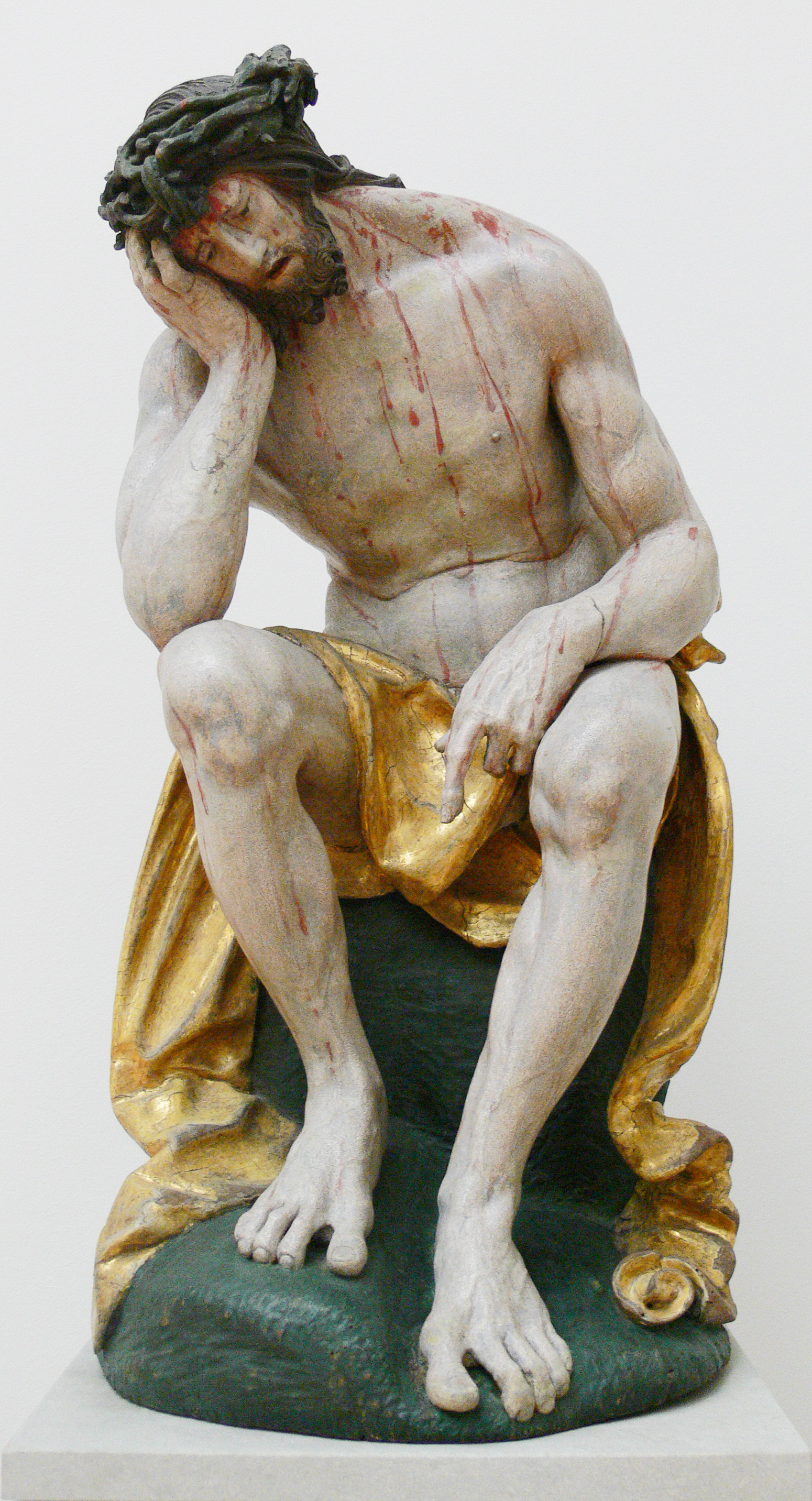
Hans Leinberger: Christus in der Rast
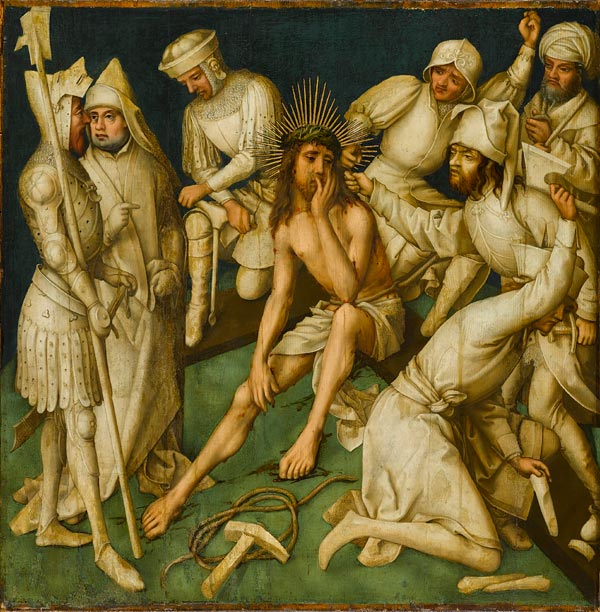
Hans Holbein d. Ä. : Christus in der Rast aus der Grauen Passion, zwischen 1494 und 1500